# Nguyễn Thế Hải
Nguyễn Thế Hải – wietnamski zapaśnik walczący w stylu klasycznym.
Zajął dziesiąte miejsce na igrzyskach azjatyckich w 2002. Złoty medalista igrzysk Azji Południowo-Wschodniej w 2003 roku.